# 劉章 (齊王)
劉章（?—46年），齊武王劉縯長子，為東漢齊國首任齊王，諡號哀。他是在建武二年（26年）夏四月甲午日（初二日）封太原王，建武十三年（37年）二月丁巳日（廿八日）降封齊公（《後漢書》本傳作建武十一年徙封齊王，有誤），建武十九年（43年）閏四月戊申日晉爵為齊王。在位共21年。於建武二十二年（46年）去世，後由其子劉石繼位。

## 家庭
- 父：劉縯
- 弟：劉興
- 子：劉石、劉張